# Réalisme épistémologique
En philosophie de la connaissance, le réalisme épistémologique est une théorie qui affirme que la connaissance peut représenter de manière précise et objective la réalité externe. Liée à la théorie de la vérité-correspondance, cette position implique la possibilité de parvenir progressivement à la connaissance de la réalité, en améliorant notamment nos méthodes d'observation, de raisonnement et de vérification empirique.
Le réalisme épistémologique est tacitement admis par tous ceux qui estiment que la connaissance nous offre une représentation fidèle de la façon dont le monde est, indépendamment de l’esprit. Aujourd'hui, le réalisme scientifique en est la version la plus courante, notamment dans le champ de la recherche scientifique.
Selon les réalistes épistémologiques, il existe un monde réel indépendant de nos perceptions et de nos expériences, la connaissance pouvant être obtenue en développant des théories et des modèles qui correspondent de manière adéquate à ce monde. Le réalisme épistémologique s'oppose à d'autres positions philosophiques telles que :
- l'idéalisme, qui affirme que la réalité est essentiellement mentale et dépendante de l'esprit
- le relativisme, qui soutient que la connaissance est relative aux individus ou aux cultures et n'a pas de vérité objective

Le chercheur en épistémologie Franck Varenne définit le réalisme scientifique ainsi : 

« Le réalisme scientifique est la thèse selon laquelle une recherche scientifique
validée produit des types de jugements ou de représentations qui sont
d’authentiques connaissances au moins approchées de certains phénomènes,
ces phénomènes subsistant comme des réalités indépendamment 1) de la théorie
scientifique elle-même, 2) de l’observation ou encore 3) des procédures
de construction des représentations de ces phénomènes ou des procédures de
preuves des jugements portant sur ces phénomènes. »

— Franck Varenne, Théorie, réalité, modèle